# The Darkness
The Darkness je engleski glazbeni sastav.

## Članovi
- Justin Hawkins
- Ed Graham
- Dan Hawkins
- Frankie Poullain.

## Diskografija

### Albumi
1. Permission to Land (2003.)
2. One Way Ticket to Hell ...And Back (2005.)
3. Hot Cakes (2012.)

### EP
1. I Believe in a Thing Called Love EP (2002.)
2. Girlfriend EP (2005.)

### Singlovi
| 1. "Get Your Hands off My Woman" 2. "Growing on Me" 3. "I Believe in a Thing Called Love" 4. "Christmas Time (Don't Let the Bells End)" 5. "Love Is Only a Feeling" 6. "One Way Ticket" 7. "Is It Just Me?" 8. "Girlfriend" 9. "Nothing's Gonna Stop Us" 10. "Everybody Have a Good Time" |

## Također pogledajte
- British Whale
- Hot Leg
- Stone Gods

## Vanjske poveznice
- Službena stranica (engl.)